# Alfredo Colombo
Alfredo Colombo (Boffalora sopra Ticino, 25 luglio 1921 – ...) è stato un calciatore italiano, di ruolo attaccante.

## Carriera
Dopo gli esordi nelle serie inferiori con Sommese e Magenta, nel 1947 viene acquistato dall'Inter. Con la formazione nerazzurra esordisce in Serie A il 4 gennaio 1948, sul campo della Fiorentina: rimane la sua unica presenza nella massima serie, poiché nel 1948 viene nuovamente ceduto in Serie C, alla Sanremese.
In seguito milita per un biennio nella Pistoiese, sempre in terza serie, realizzando 10 reti (record personale) nella stagione 1949-1950. Dopo un'annata nell'Alessandria, con cui ottiene l'ammissione alla nuova Serie C nazionale, chiude la carriera in IV Serie con la Gallaratese.

## Statistiche

### Presenze e reti nei club
| Stagione        | Club            | Campionato | Campionato | Campionato |
| Stagione        | Club            | Comp       | Pres       | Reti       |
| --------------- | --------------- | ---------- | ---------- | ---------- |
| 1946-1947       | Magenta         | C          | ?          | ?          |
| 1947-1948       | Inter           | A          | 1          | 0          |
| 1948-1949       | Sanremese       | C          | ?          | ?          |
| 1949-1950       | Pistoiese       | C          | 37         | 10         |
| 1950-1951       | Pistoiese       | C          | 29         | 5          |
| 1951-1952       | Alessandria     | C          | 20         | 8          |
| 1952-1953       | Gallaratese     | IV Serie   | ?          | ?          |
| Totale carriera | Totale carriera |            | 87+        | 23+        |